# Prezydent miasta stołecznego Warszawy

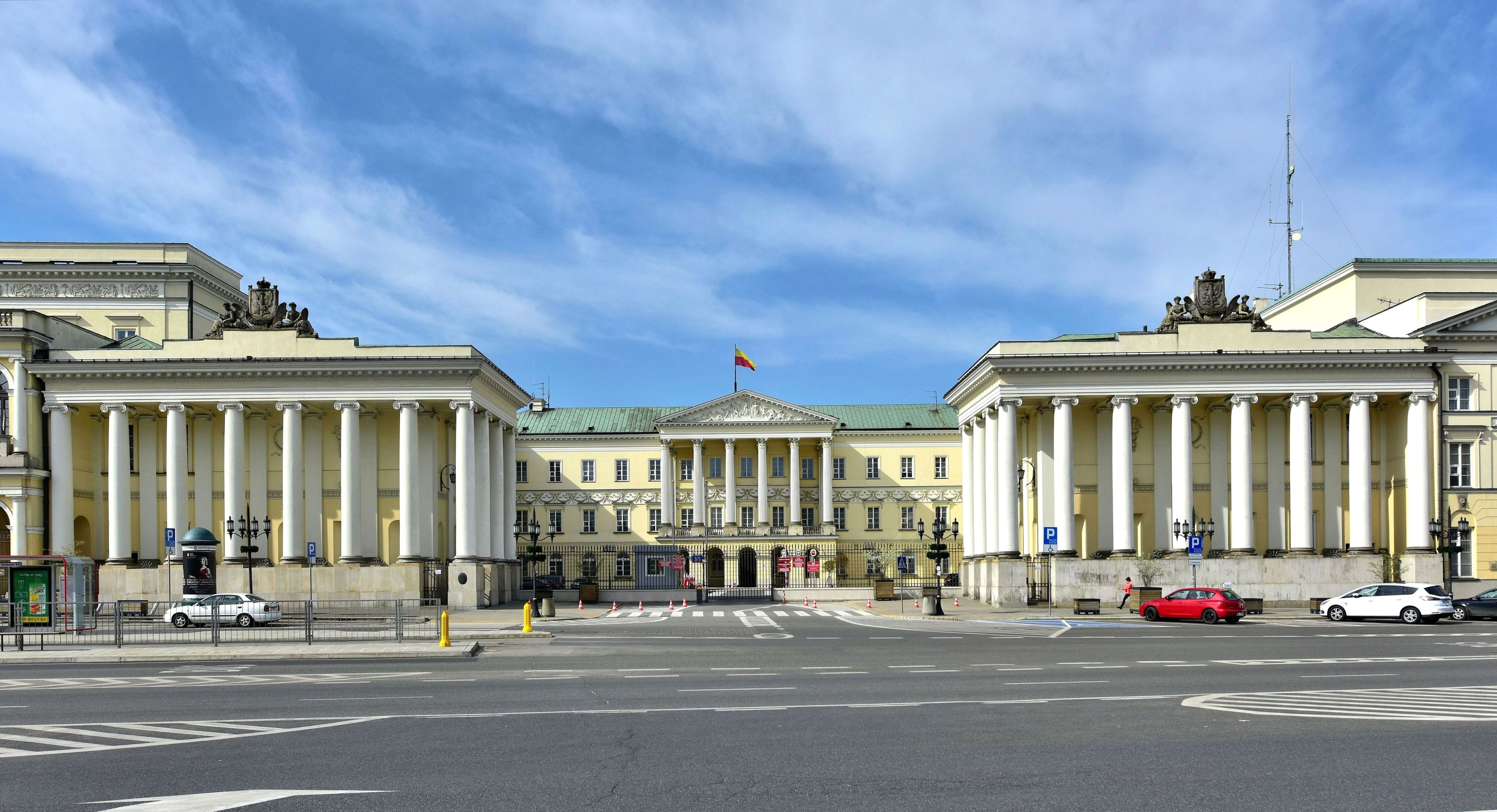
Pałac Komisji Rządowej Przychodów i Skarbu, siedziba Prezydenta m.st. Warszawy

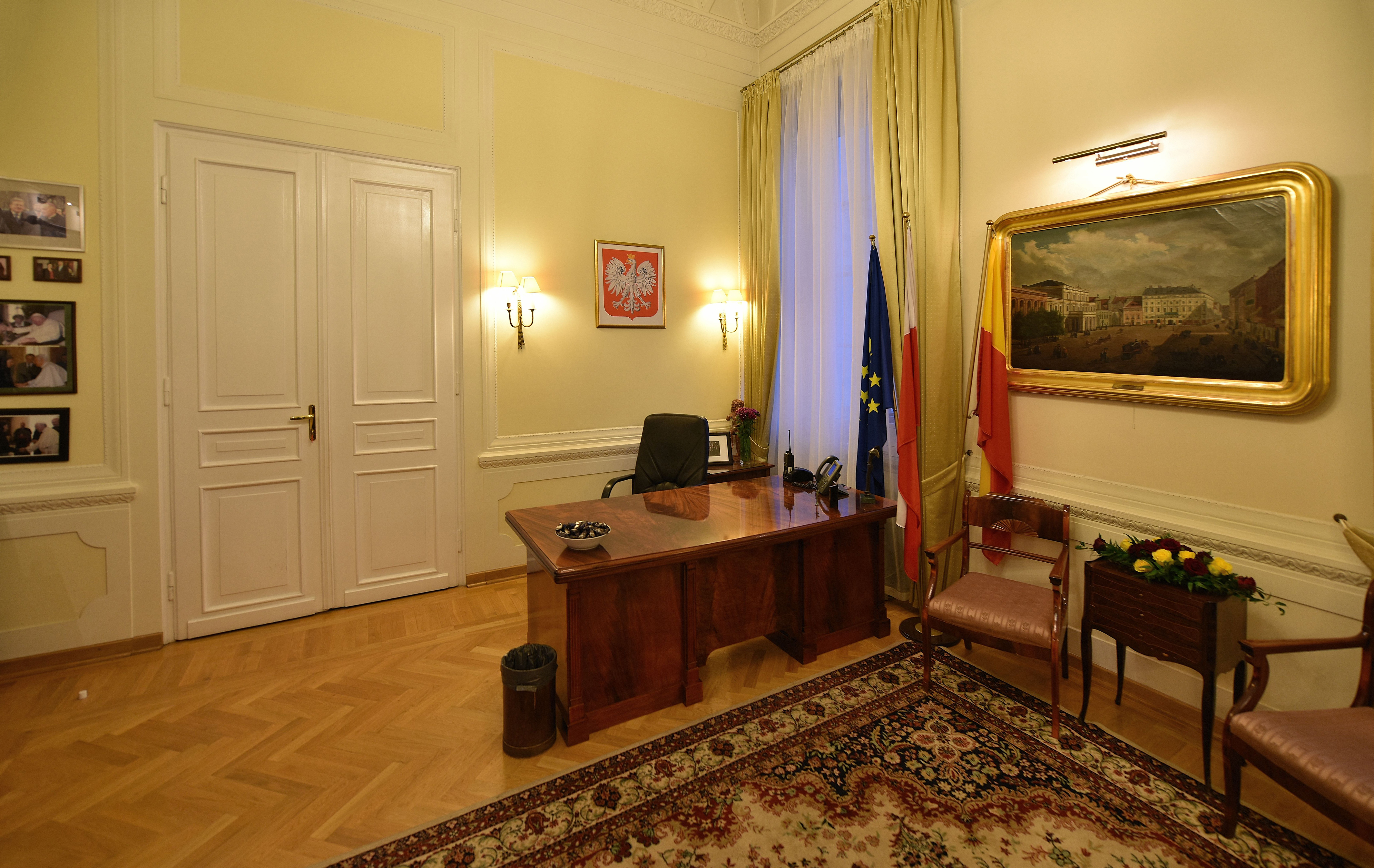
Gabinet prezydenta w pałacu Komisji Rządowej Przychodów i Skarbu

Prezydent miasta stołecznego Warszawy – najwyższy organ wykonawczy miasta stołecznego Warszawy. Jest zwierzchnikiem służbowym pracowników urzędu miasta, zwierzchnikiem kierowników miejskich jednostek organizacyjnych, a także służb, inspekcji i straży m.st. Warszawy. 
Urząd został utworzony 16 kwietnia 1792, a jego powstanie wiązało się z wprowadzeniem 18 kwietnia 1791 Prawa o miastach, które scalało wszystkie otaczające Warszawę jurydyki w jedno miasto, choć już wcześniej istniały urzędy prezydenta Starej Warszawy i prezydenta Nowej Warszawy, jednak były to nazwy jedynie zarządców jurydyk – Starej i Nowej Warszawy.
Siedziba urzędu mieści się w pałacu Komisji Rządowej Przychodów i Skarbu przy placu Bankowym 3/5.

## Wybór
Prezydent m.st. Warszawy wybierany jest przez mieszkańców w wyborach powszechnych, równych, bezpośrednich i w głosowaniu tajnym, w trakcie ogólnopolskich wyborów samorządowych, które odbywają się co 5 lat od 2018; w latach 1998−2017 odbywały się co 4 lata. Przed 2002 rokiem prezydent był wybierany przez radę miasta i był przewodniczącym zarządu miasta.

## Kompetencje[3]
Prezydent Warszawy wykonuje gminne i powiatowe zadania własne oraz zlecone z zakresu administracji rządowej, w tym zadania wynikające ze stołecznego charakteru m.st. Warszawy oraz zadania wynikające z porozumień zawartych z jednostkami samorządu terytorialnego.
Prezydent wykonuje funkcje określone w przepisach prawa dla starosty oraz zarządu powiatu, ze względu na fakt, iż Warszawa jest gminą mającą status miasta na prawach powiatu.
Zakres obowiązków prezydenta Warszawy obejmuje:
- wykonywanie uchwał Rady m.st. Warszawy

- przygotowanie projektów uchwał Rady m.st. Warszawy
- gospodarowanie mieniem Miasta
- zarządzanie budżetem Miasta
- reprezentowanie Miasta
- kierowanie bieżącymi sprawami Miasta.

- W ramach realizacji budżetu Miasta Prezydent odpowiada za prawidłową gospodarkę finansową Miasta.

- Jest kierownikiem Urzędu m.st. Warszawy.
- Jest zwierzchnikiem służbowym pracowników Urzędu Miasta oraz kierowników jednostek organizacyjnych Miasta.
- Rozstrzyga spory kompetencyjne, wynikające z funkcjonowania Urzędu.

- Dokonuje czynności z zakresu prawa pracy w stosunku do pracowników samorządowych Urzędu, z zastrzeżeniem przepisów szczególnych.
- Sprawuje bezpośredni nadzór nad działalnością Zastępców Prezydenta, Sekretarza, Skarbnika oraz kierowników podstawowych komórek organizacyjnych Urzędu podlegających mu bezpośrednio.
- Zatrudnia i zwalnia kierowników jednostek organizacyjnych m.st. Warszawy.

Prezydent jest również zwierzchnikiem służb, inspekcji i straży m.st. Warszawy. Zgodnie z ustawą o ustroju m.st. Warszawy powiatowe służby, inspekcje i straże stały się służbami, inspekcjami i strażami m.st. Warszawy.
Sprawując zwierzchnictwo w stosunku do służb, inspekcji i straży m.st. Warszawy Prezydent:
- powołuje i odwołuje kierowników tych jednostek, w uzgodnieniu z wojewodą, a także wykonuje wobec nich czynności z zakresu prawa pracy, jeżeli przepisy szczególne nie stanowią inaczej
- w sytuacjach szczególnych kieruje wspólnym działaniem tych jednostek
- zatwierdza program ich działania.

Prezydent wydaje w indywidualnych sprawach decyzje z zakresu administracji publicznej, o ile przepisy szczególne nie stanowią inaczej. W celu realizacji tych zadań prezydent wydaje zarządzenia.

## Lista prezydentów Warszawy

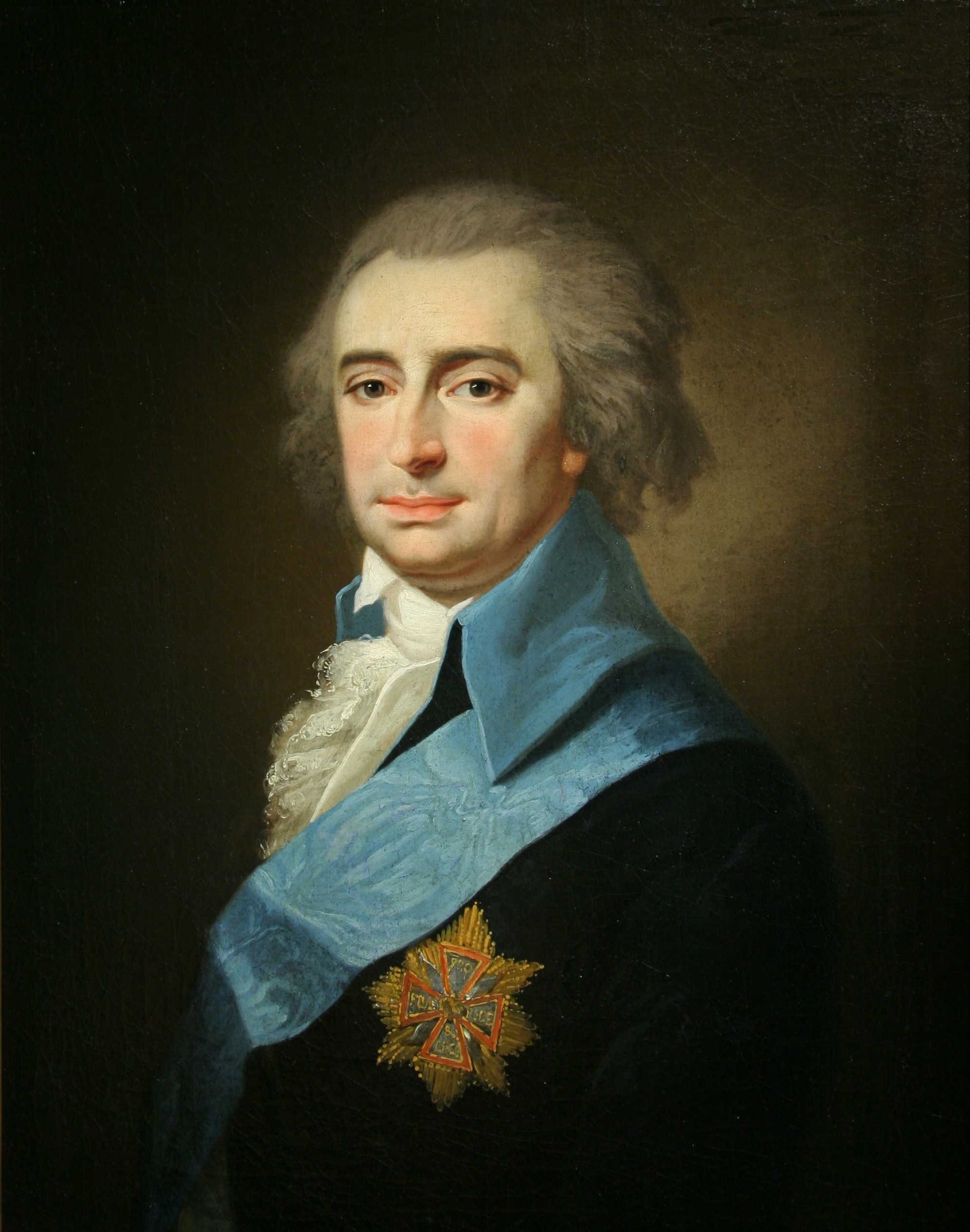
Prezydent Warszawy Ignacy Wyssogota Zakrzewski, obraz pędzla Józefa Peszki z 1792

### Rzeczpospolita Obojga Narodów[5]
18 kwietnia 1791 zostało wprowadzone Prawo o miastach, które scalało wszystkie otaczające Warszawę jurydyki w jedno miasto. Pierwszy prezydent nowo powstałej jednostki został wyłoniony 16 kwietnia 1792, w pierwszych wyborach władz miejskich po Konstytucji 3 maja.
| # | Imię i nazwisko                                  | Rozpoczęcie sprawowania funkcji | Zakończenie sprawowania funkcji |
| - | ------------------------------------------------ | ------------------------------- | ------------------------------- |
| 1 | Ignacy Wyssogota Zakrzewski (ur. 1745, zm. 1802) | 16 kwietnia 1792                | 25 sierpnia 1792                |
| 2 | Józef Michał Łukasiewicz                         | 30 sierpnia 1792                | 20 marca 1793                   |
| 3 | Andrzej Rafałowicz (ur. 1736, zm. 1823)          | 21 marca 1793                   | 17 kwietnia 1794                |
| 4 | Ignacy Wyssogota Zakrzewski (ur. 1745, zm. 1802) | 17 kwietnia 1794                | 3 listopada 1794                |
| 5 | Józef Michał Łukasiewicz                         | 20 listopada 1794               | 25 lipca 1796                   |
| 5 | Andrzej Rafałowicz (ur. 1736, zm. 1823)          | 20 listopada 1794               | 25 lipca 1796                   |

### Zabór pruski[5]
Po III Rozbiorze Polski Warszawa została włączona do Królestwa Prus i stała się prowincjonalnym miastem Prus Południowych, ale aż do 25 lipca 1796 była okupowana przez wojska rosyjskie. Dopiero wtedy Prusy przejęły pełną kontrolę nad prowincjonalnym miastem i zaczęły obsadzać stanowisko jej prezydenta. Żaden z prezydentów Warszawy z okresu zaboru pruskiego nie był polskiego pochodzenia.
| # | Imię i nazwisko                            | Rozpoczęcie sprawowania funkcji | Zakończenie sprawowania funkcji |
| - | ------------------------------------------ | ------------------------------- | ------------------------------- |
| 6 | Franz Schimmelpfennig von der Oye          | 25 lipca 1796                   | 23 kwietnia 1799                |
| 7 | Friedrich Georg Tilly (ur. 1742, zm. 1811) | 23 kwietnia 1799                | 27 listopada 1806               |

### Księstwo Warszawskie
W 1807, po wkroczeniu wojsk napoleońskich, na terenach dzisiejszej Polski zostało utworzone Księstwo Warszawskie, a Warszawa została jego stolicą. Prezydenci Warszawy znowu byli wyłaniani przez lokalne władze miejskie.
| #  | Imię i nazwisko                                                      | Rozpoczęcie sprawowania funkcji | Zakończenie sprawowania funkcji |
| -- | -------------------------------------------------------------------- | ------------------------------- | ------------------------------- |
| 8  | Joachim Moszyński (ur. 1758, zm. 1821)                               | 1807                            | 21 lutego 1807                  |
| -  | Józef Anastazy Łochocki (wybrany 18 lutego 1807, urzędu nie przyjął) |                                 |                                 |
| 9  | Paweł Bieliński                                                      | 17 kwietnia 1807                | 4 lipca 1807                    |
| 10 | Stanisław Węgrzecki (ur. 1765, zm. 1845)                             | 4 lipca 1807                    | grudzień 1815                   |

### Królestwo Polskie (kongresowe)izabór rosyjski
Po likwidacji Księstwa Warszawskiego utrzymano dotychczasowy zakres kompetencji i sposób wyboru prezydenta Warszawy, jednak 15 sierpnia 1863, w reakcji na wybuch Powstania styczniowego Aleksander Wielopolski odwołał Kazimierza Woydę z funkcji prezydenta Warszawy i powołał komisarza. Od tej pory aż do powstania II Rzeczypospolitej urząd prezydenta Warszawy pozostawał formalnie nieobsadzony, a stolicą zarządzali pełniący obowiązki specjalni komisarze. Poza pierwszym p.o. prezydenta Warszawy – Zygmuntem Andrzejem Wielopolskim – wszyscy pozostali byli Rosjanami.
| #  | Imię i nazwisko                                  | Rozpoczęcie sprawowania funkcji | Zakończenie sprawowania funkcji  |
| -- | ------------------------------------------------ | ------------------------------- | -------------------------------- |
| 11 | Karol Fryderyk Woyda (ur. 1771, zm. 1845)        | 6 stycznia 1816                 | 30 listopada 1830                |
| 12 | Stanisław Węgrzecki (ur. 1765, zm. 1845)         | 30 listopada 1830               | 26 czerwca 1831                  |
| 13 | Jakub Ignacy Łaszczyński (ur. 1791, zm. 1865)    | 17 czerwca 1831                 | 1837                             |
| 14 | Aleksander Graybner (ur. 1786, zm. 1847)         | 1837                            | 9 listopada 1847                 |
| 15 | Teodor Andrault de Langeron (ur. 1804, zm. 1885) | 10 listopada 1847               | luty 1862                        |
| 16 | Kazimierz Woyda (ur. 1812, zm. 1877)             | luty 1862                       | 15 sierpnia 1862                 |
| 17 | Zygmunt Wielopolski                              | 16 sierpnia 1862                | 18 września 1863                 |
| 18 | Kalikst Witkowski (ur. 1818, zm. 1877)           | 16 września 1863                | 1 października 1875              |
| 19 | Sokrat Starynkiewicz (ur. 1820, zm. 1902)        | 18 listopada 1875               | 6 października 1892              |
| 20 | Mikołaj Bibikow (ur. 1842, zm. 1923)             | 6 października 1892             | 29 czerwca 1906                  |
| 21 | Wiktor Litwiński                                 | lipiec 1906                     | 26 kwietnia 1909                 |
| 22 | Aleksander Miller (ur. 1862, zm. 1923)           | 4 września 1909                 | 4 sierpnia 1915 (formalnie 1917) |

### Królestwo Polskie (1917–1918)iII Rzeczpospolita
5 sierpnia 1915, tuż przed zajęciem miasta przez niemieckie wojska, ostatni rosyjski prezydent Warszawy, Aleksander Miller, przekazał magistrat przewodniczącemu Komisji Obywatelskiej – Zdzisławowi Lubomirskiemu, po czym opuścił Warszawę razem z carskimi władzami, choć formalnie pozostawał prezydentem Warszawy aż do 1917. W 1915 w związku z Aktem 5 listopada podpisanym 5 listopada 1916, w Polsce utworzono nowe Królestwo Polskie. 16 lipca 1916, za zgodą władz okupacyjnych Zdzisław Lubomirski zorganizował wybory do samorządu Warszawy, w wyniku których sam został prezydentem miasta. W II Rzeczypospolitej została utrzymana ciągłość władzy wykonawczej w Warszawie, ale od  marca 1934 Warszawą zarządzali prezydenci komisaryczni (Marian Zyndram-Kościałkowski i Stefan Starzyński) powołani przez premiera.
| #  | Imię i nazwisko                                   | Zdjęcie | Rozpoczęcie sprawowania funkcji | Zakończenie sprawowania funkcji |
| -- | ------------------------------------------------- | ------- | ------------------------------- | ------------------------------- |
| 23 | Zdzisław Lubomirski (ur. 1865, zm. 1943)          |         | 5 sierpnia 1916                 | 6 października 1917             |
| 24 | Piotr Drzewiecki (ur. 1865, zm. 1943)             |         | 7 października 1917             | 28 listopada 1921               |
| 25 | Stanisław Nowodworski (ur. 1873, zm. 1931)        |         | 28 listopada 1921               | 7 grudnia 1922                  |
| 26 | Władysław Jabłoński (ur. 1872, zm. 1952)          |         | 7 grudnia 1922                  | 22 czerwca 1927                 |
| 27 | Zygmunt Słomiński (ur. 1879, zm. 1943)            |         | 7 lipca 1927                    | 2 marca 1934                    |
| 28 | Marian Zyndram-Kościałkowski (ur. 1892, zm. 1946) |         | 2 marca 1934                    | 28 czerwca 1934                 |
| 29 | Stefan Starzyński (ur. 1893, zm. 1939)            |         | 2 sierpnia 1934                 | 27 października 1939            |

### II wojna światowa(1939-1944)
W czasach okupacji niemieckiej Warszawa została przekazana pod kontrolę kolejnych niemieckich prezydentów-komisarzy, choć Polskie Państwo Podziemne i rząd RP na uchodźstwie uznawały tylko Juliana Kulskiego za zastępcę prezydenta Starzyńskiego w czasie okupacji. W październiku 1941 urząd prezydenta Warszawy został zlikwidowany, a dotychczasowy prezydent-komisarz Ludwig Leist zarządzał dalej Warszawą jako starosta miejski. Po rozpoczęciu powstania warszawskiego Marceli Porowski pełnił funkcję władzy cywilnej w opanowanej przez powstańców Warszawie łącząc stanowiska prezydenta i Komisarza rządu.
Komisaryczny burmistrz miasta Warszawy uznawany przez Państwo Podziemne i rząd RP na uchodźstwie za faktycznego p.o. prezydenta Warszawy w czasie okupacji:
| # | Imię i nazwisko                    | Zdjęcie | Rozpoczęcie sprawowania funkcji | Zakończenie sprawowania funkcji |
| - | ---------------------------------- | ------- | ------------------------------- | ------------------------------- |
| - | Julian Kulski (ur. 1892, zm. 1976) |         | 28 października 1939            | 5 sierpnia 1944                 |

Komisaryczni prezydenci Warszawy w Generalnym Gubernatorstwie:
| # | Imię i nazwisko                          | Rozpoczęcie sprawowania funkcji | Zakończenie sprawowania funkcji |
| - | ---------------------------------------- | ------------------------------- | ------------------------------- |
| - | Helmut Otto (ur. 1892, zm. 1974)         | 4 października 1939             | 5 listopada 1939                |
| - | Oskar Rudolf Dengel (ur. 1899, zm. 1964) | 5 listopada 1939                | 20 marca 1940                   |
| - | Ludwig Leist (ur. 1891, zm. 1967)        | 20 marca 1940                   | październik 1941                |

Warszawski starosta miejski w Generalnym Gubernatorstwie:
| # | Imię i nazwisko | Rozpoczęcie sprawowania funkcji | Zakończenie sprawowania funkcji |
| - | --------------- | ------------------------------- | ------------------------------- |
| - | Ludwig Leist    | 20 marca 1940                   | 31 lipca 1944                   |

Prezydent Warszawy w czasie powstania warszawskiego:
| #  | Imię i nazwisko                       | Zdjęcie | Rozpoczęcie sprawowania funkcji | Zakończenie sprawowania funkcji |
| -- | ------------------------------------- | ------- | ------------------------------- | ------------------------------- |
| 30 | Marceli Porowski (ur. 1894, zm. 1963) |         | 5 sierpnia 1944                 | 2 października 1944             |

### Rzeczpospolita Polska i PRL
W 1944 po utworzeniu Tymczasowego Rządu Jedności Narodowej powołano Miejską Radę Narodową Warszawy, która zgodnie z Konstytucją z 1952 wybierała prezydenta Warszawy. Prezydent miasta stał również na czele rady. 
Na mocy ustawy z dnia 20 marca 1950 r. o terenowych organach jednolitej władzy państwowej urząd prezydenta miasta został zniesiony na rzecz organu kolegialnego (Prezydium Rady Narodowej m.st. Warszawy). W latach 1950–1973 stanowisko prezydenta nosiło nazwę Przewodniczący Prezydium Rady Narodowej m.st. Warszawy. Urząd prezydenta przywrócono w 1973.
| #  | Imię i nazwisko                          | Zdjęcie         | Rozpoczęcie sprawowania funkcji | Zakończenie sprawowania funkcji |
| -- | ---------------------------------------- | --------------- | ------------------------------- | ------------------------------- |
| 31 | Marian Spychalski (ur. 1906, zm. 1980)   |                 | 18 września 1944                | 5 marca 1945                    |
| 32 | Stanisław Tołwiński (ur. 1895, zm. 1969) |                 | 5 marca 1945                    | 23 maja 1950                    |
| 33 | Jerzy Albrecht (ur. 1914, zm. 1992)      |                 | 23 maja 1950                    | 14 maja 1956                    |
| 34 | Janusz Zarzycki (ur. 1914, zm. 1995)     |                 | 14 maja 1956                    | 17 grudnia 1956                 |
| 35 | Zygmunt Dworakowski (ur. 1905, zm. 1971) |                 | 17 grudnia 1956                 | 5 maja 1960                     |
| 36 | Janusz Zarzycki (ur. 1914, zm. 1995)     |                 | 5 maja 1960                     | 29 grudnia 1967                 |
| 37 | Jerzy Majewski (ur. 1925, zm. 2019)      |                 | 29 grudnia 1967                 | 9 grudnia 1973                  |
| 37 | Jerzy Majewski (ur. 1925, zm. 2019)      | 13 grudnia 1973 | 18 lutego 1982                  |                                 |
| 38 | Mieczysław Dębicki (ur. 1926, zm. 2001)  |                 | 18 lutego 1982                  | 5 grudnia 1986                  |
| 39 | Jerzy Bolesławski (ur. 1940)             |                 | 5 grudnia 1986                  | 30 stycznia 1990                |

### III Rzeczpospolita
Choć Miejska Rada Narodowa istniała w III Rzeczypospolitej do maja 1990 r., to aż do wejścia w życie ustawy z dnia 20 czerwca 2002 r. o bezpośrednim wyborze wójta, burmistrza i prezydenta miasta (Dz.U. z 2010 r. nr 176, poz. 1191) prezydent miasta był wybierany przez lokalny samorząd terytorialny. Dopiero od wejścia w życie ustawy jest wybierany bezpośrednio przez mieszkańców.

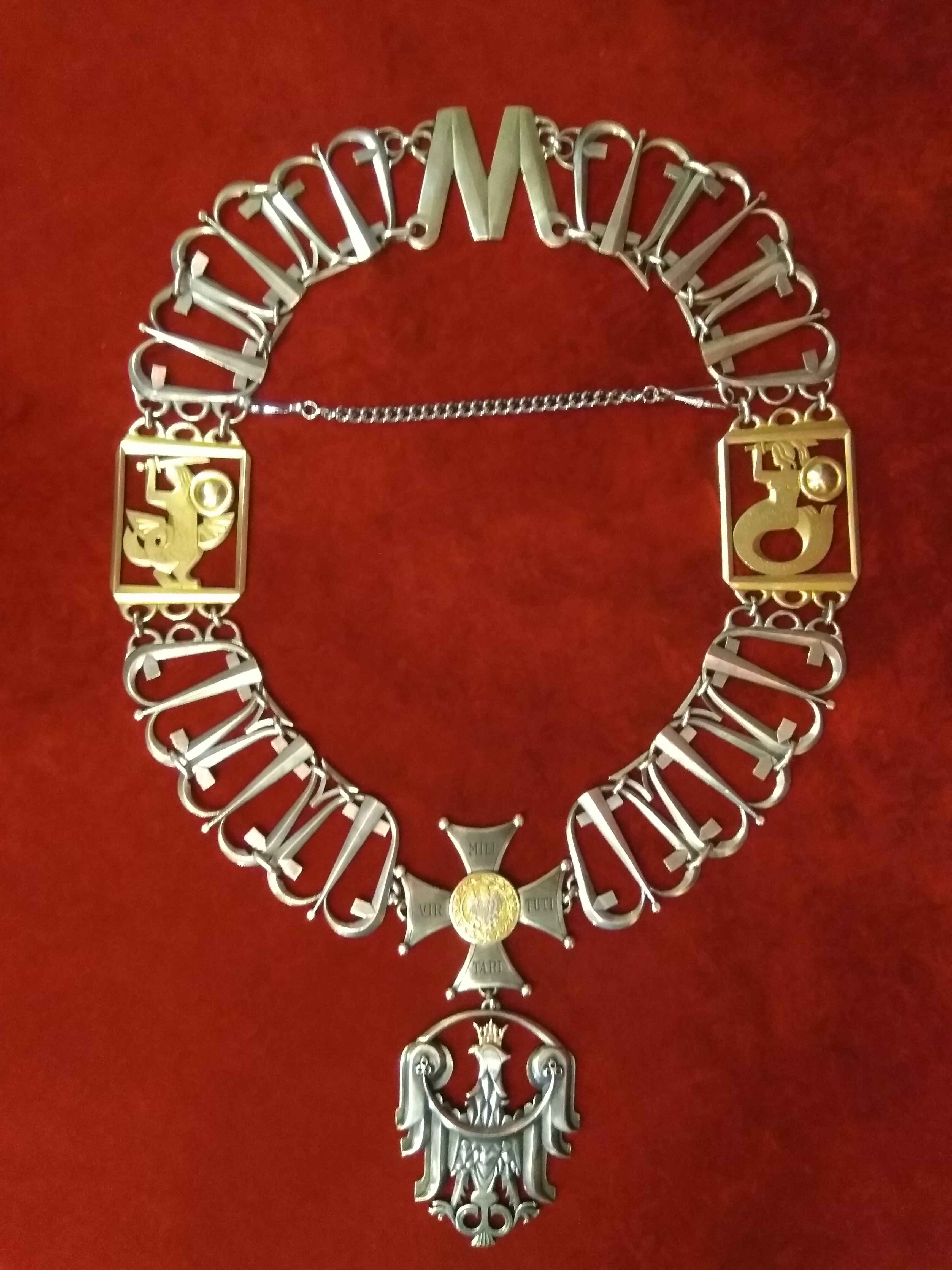
Łańcuch stanowiący w III RP insygnium władzy prezydenta m.st. Warszawy

|      | Imię i nazwisko                           | Zdjęcie            | Przynależność partyjna | Przynależność partyjna               | Rozpoczęcie sprawowania funkcji | Zakończenie sprawowania funkcji |
| ---- | ----------------------------------------- | ------------------ | ---------------------- | ------------------------------------ | ------------------------------- | ------------------------------- |
| 39   | Jerzy Bolesławski (ur. 1940)              |                    |                        | Polska Zjednoczona Partia Robotnicza | 5 grudnia 1986                  | 30 stycznia 1990                |
| 40   | Stanisław Wyganowski (ur. 1919, zm. 2017) |                    |                        | NSZZ „Solidarność”                   | 30 stycznia 1990                | 5 października 1994             |
| 41   | Mieczysław Bareja (ur. 1939, zm. 2003)    |                    |                        | Stronnictwo Demokratyczne            | 5 października 1994             | 3 listopada 1994                |
| 42   | Marcin Święcicki (ur. 1947)               |                    |                        | Unia Wolności                        | 3 listopada 1994                | 30 marca 1999                   |
| 43   | Paweł Piskorski (ur. 1968)                |                    |                        | Unia Wolności                        | 30 marca 1999                   | 14 stycznia 2002                |
| 44   | Wojciech Kozak (ur. 1963)                 |                    |                        | Platforma Obywatelska                | 14 stycznia 2002                | 18 listopada 2002               |
| 45   | Lech Kaczyński (ur. 1949, zm. 2010)       |                    |                        | Prawo i Sprawiedliwość               | 18 listopada 2002               | 22 grudnia 2005                 |
| -    | urząd nieobsadzony                        | urząd nieobsadzony | urząd nieobsadzony     | urząd nieobsadzony                   | 22 grudnia 2005                 | 9 lutego 2006                   |
| p.o. | Mirosław Kochalski (ur. 1965)             |                    |                        | bezpartyjny                          | 9 lutego 2006                   | 20 lipca 2006                   |
| p.o. | Kazimierz Marcinkiewicz (ur. 1959)        |                    |                        | Prawo i Sprawiedliwość               | 20 lipca 2006                   | 2 grudnia 2006                  |
| 46   | Hanna Gronkiewicz-Waltz (ur. 1952)        |                    |                        | Platforma Obywatelska                | 2 grudnia 2006                  | 22 listopada 2018               |
| 47   | Rafał Trzaskowski (ur. 1972)              |                    |                        | Platforma Obywatelska                | 22 listopada 2018               | obecnie                         |

1. ↑  Lech Kaczyński zrezygnował z funkcji na sesji rady miasta 22 grudnia 2005, w przeddzień objęcia urzędu Prezydenta RP[13]. Po zaprzysiężeniu Lecha Kaczyńskiego na Prezydenta RP de facto obowiązki prezydenta miasta pełnił Mirosław Kochalski na mocy pełnomocnictwa do reprezentowania miasta udzielonego mu przez rezygnującego z urzędu Lecha Kaczyńskiego[14]. Wygaśnięcie mandatu prezydenta miasta Lecha Kaczyńskiego stwierdzono, uchwałą zdominowanej przez PiS rady miasta, dopiero 8 lutego 2006[15]. Zgodnie z art. 132 Konstytucji RP Prezydent RP nie może piastować żadnego innego urzędu ani pełnić żadnej funkcji publicznej, z wyjątkiem tych, które są związane ze sprawowanym urzędem.